# Le Courage de Lassie
Pour plus de détails, voir Fiche technique et Distribution.
Le Courage de Lassie (Courage of Lassie) est un film américain réalisé par Fred M. Wilcox, sorti en 1946.

## Synopsis
L'un des fils de Lassie, Bill, s'est perdu dans les bois où il a grandi. La jeune Katie Merrick le recueille et Harry MacBain lui apprend à garder les moutons. Un camion renverse un jour le chien. Il est conduit dans une clinique vétérinaire mais personne ne sait son nom. Smitty, un militaire devient son maitre...

## Fiche technique
- Titre : Le Courage de Lassie
- Titre original : Courage of Lassie
- Réalisation : Fred M. Wilcox
- Scénario : Lionel Houser, d’après l'œuvre littéraire de Eric Knight
- Musique : Scott Bradley, Bronislau Kaper et (non crédités) Conrad Salinger, Nathaniel Shilkret
- Photographie : Leonard Smith.
- Montage : Conrad A. Nervig
- Direction artistique : Cedric Gibbons et Paul Youngblood
- Décors : Cedric Gibbons
- Costumes : Irene
- Production : Robert Sisk
- Société de production : Loew's et MGM
- Pays de production :  États-Unis
- Genre : aventures animalières
- Format : couleurs (Technicolor) - 35 mm - 1,37:1 - Son : mono (Western Electric Sound System)
- Durée : 92 minutes
- Dates de sortie :
  - États-Unis : 24 juillet 1946 (New York)
  - États-Unis : 30 août 1950 (sortie nationale)
  - France : 30 août 1947

## Distribution
- Elizabeth Taylor : Catherine Eleanor Merrick, dite Kathie, la fille d'une fermière et maîtresse du chien Bill
- Frank Morgan : Harry MacBain, son voisin, un fermier sympathique
- Tom Drake : Sergent Smitty
- Selena Royle : Madame Merrick, une fermière, la mère de Pete, Alice et Kathie
- Harry Davenport : Le juge Steve Payson
- George Cleveland : Le vieil homme
- Catherine McLeod : Alice Merrick, la grande sœur de Kathie
- Morris Ankrum : Perry Crews, une fermier
- Mitchell Lewis : Gil Elson, un fermier dont Bill tue les poules
- Jane Green : Madame Elson, sa femme
- Minor Watson : le shérif Ed Grayson
- le chien Pal (ou Lassie) : Bill, le chien de Kathie
- David Holt : Pete (dans la VF : Pierre) Merrick, un jeune fermier, le grand frère de Kathie
- Bill Wallace : le sergent Mac, qui recrute Bill dans l'armée
- Donald Curtis : Charlie
- Clancy Cooper : Casey
- Carl Switzer: un jeune chasseur
- Conrad Binyon : l'autre jeune chasseur
- Arthur Space : un officier
- Byron Foulger : Dr Coleman

## Autour du film
- C'est le troisième film de la série.